# Испахани, Фарахназ
Фарахназ Испахани (урду فرحناز اصپهانی‎) — пакистанский политик, пресс-секретарь президента Асифа Али Зардари. Её дед был первым пакистанским послом в Соединённых Штатах Америки.

## Биография
Родилась в Карачи в семье государственных служащих. Потом жила в Дакке и Лондоне. Окончила колледж Уэллсли, в американском штате Массачусетс, по специальности политология. Её муж, Хусейн Хаккани, является послом Пакистана в США.

## Профессиональная карьера
До прихода в политику, Фарахназ в течение двух десятилетий работала в области журналистики (как в печатных изданиях, так и на телевидении). В качестве журналиста работала с MSNBC, CNN, ABC и VOA. Кроме того, она была главным редактором и исполнительным продюсером радиостанции Голос Америки на языке урду. Затем Фарахназ была редактором специальных отчетов для ведущего пакистанского новостного журнала Герольд и редактором Zameen (журнала ориентированного на пакистанцев, проживающих за рубежом). Она также является постоянным автором в газете The News International (крупнейшей по тиражу газете Пакистана на английском языке).

## Политическая карьера
В 2006 году, Фарахназ начала работать в Пакистанской народной партии в отделе по связям с общественностью. В то время председателем партии была Беназир Бхутто. В начале 2008 года Испахани прошла в парламент Пакистана как член Пакистанской народной партии, представляющих провинцию Синд. В том же году стала пресс-секретарём президента Асифа Зардари. Также она является членом Постоянного комитета по информации, радиовещанию, по делам молодежи и Комитете по правам человека.